# Sudoeste Rio-Grandense
Sudoeste Rio-Grandense è una mesoregione del Rio Grande do Sul in Brasile.
È una suddivisione creata puramente per fini statistici, pertanto non è un'entità politica o amministrativa.

## Microregioni
È suddivisa in 3 microregioni per un totale di 19 comuni:
- Campanha Central
- Campanha Meridional
- Campanha Ocidental